# کودک‌آزاری
کودک‌آزاری عبارت است از هر گونه بدرفتاری فیزیکی یا عاطفی، سوءاستفاده جنسی، غفلت یا رفتار همراه با بی‌توجهی یا استثمار تجاری یا سایر انواع استثمار که منجر به آسیب واقعی یا احتمالی به سلامت، بقا، رشد یا کرامت کودک در زمینهٔ روابط یا مسئولیت، اعتماد یا قدرت شود. (تعریف سازمان جهانی بهداشت).
برخی از این آثار می‌تواند مخفی باشد. ممانعت از حضور در کلاس درس، محرومیت از خوردن غذا و خوردنی‌های دیگر، حبس، مانند حبس در حمام یا زیرزمین از نمونه‌های کودک‌آزاری است. تنبیه بدنی و تجاوز جنسی به کودک هم از انواع کودک‌آزاری فیزیکی است.
براساس پیمان‌نامه حقوق کودک هر فرد زیر ۱۸ سال، کودک (۱۳ تا ۱۷ یا ۱۲ تا ۱۷ نوجوان است) محسوب می‌شود.

## قانون‌ها

### اروپا
در آلمان، کودک‌آزارهایی که بیش از ۲۵ سال سن داشته باشند با نظر موافق کمیسیون پزشکی با استفاده از دارو عقیم می‌شوند. در سوئد نیز قانون مشابهی وجود دارد. در فرانسه و اسپانیا نیز تمهیداتی برای اجرای مورد مشابه انجام گرفته است.

### آمریکا
کودک آزاری در ایالات متحده آمریکا جرمی بسیار جدی محسوب می‌شود و دادگاه می‌تواند برای مجرمان از احکام تعلیقی تا حبس ابد مجازات تعیین کند.

### ایران
در ایران طبق ماده ۱۱ «لایحه حمایت از کودکان و نوجوانان» هر کس مرتکب قتل عمد یا ضرب و جرح عمدی کودک یا نوجوان شود و به هر علتی قصاص نشود، علاوه بر پرداخت دیه طبق مقررات، حسب مورد به بیش از دو سوم حداکثر مجازات مقرر قانونی محکوم خواهد شد.
برای کمک از متخصصان و سازمان‌های مسئول در مورد کودک‌آزاری می‌توان با اورژانس اجتماعی ۱۲۳، یا صدای یارا (خط تلفنی انجمن حمایت از حقوق کودکان) یا سازمان بهزیستی یا دادستانی استان‌ها تماس گرفت.
در فقه شیعه نیز طبق فتاوای برخی فقها، تفخیذ یا لاپایی، جایگزینی برای دخول با همسر نابالغ دانسته می‌شود، از جمله فتوای سید روح‌الله خمینی در تحریرالوسیله در این زمینه چنین است: «کسی که زوجه‌ای کمتر از نُه سال دارد دخول او برای وی جایز نیست… اما سایر کام‌گیری‌ها از قبیل لمس به شهوت و آغوش گرفتن و تفخیذ اشکال ندارد هر چند شیرخواره باشد.»
هرچند ایشان در توضیح المسائل خود فتوا داده‌ است که:«برای انجام رضایت به ازدواج، باید دو طرف عقد (مرد و زن) بالغ و رشید باشند، بنابراین اگر دختر دارای رشد نیست نمی توان او را به عقد دیگری درآورد...همچنین اگر دختری بالغ باشد ولی رشید نباشد یعنی صاحب درک و فهم نشده باشد و نتواند خوب و بد و سود و زیان خود را تشخیص دهد، عقد وی نیز صحیح نیست.»

روبان آبی، نماد مبارزه با کودک‌آزاری

## دادن آگاهی جنسی به کودکان
به اعتقاد برخی روان‌شناسان باید کودکان را متناسب با سن آن‌ها در زمینه سوءاستفاده جنسی آگاه کرد. تجربه سوءاستفاده جنسی از کودکان هنگام کودکی اتفاق ناخوشایندی است که می‌تواند نتایج آن تا بزرگسالی تداوم پیدا کند و ممکن است در زمان ازدواج و به شکل اختلالات جنسی خود را نشان دهد. آنان معتقدند وجود رفت‌وآمدهای خانوادگی و اجتماعی، فرزندان را در برقراری روابط میان‌فردی تقویت می‌کند.

## گونه‌ها
کودک‌آزاری به چهار گونه عاطفی (روانی)، بدنی، جنسی و بی‌توجهی دسته‌بندی می‌شود.
آزار روانی (عاطفی): این نوع آزار کم‌تر از انواع دیگر گزارش می‌شود یا شناسایی می‌شود اما بسیاری آن را شایع‌ترین نوع کودک‌آزاری می‌دانند. این نوع آزار معمولاً با دیگر انواع آزار همراه است. کودکی که از نظر روانی آزار می‌بیند رفتارهایی بروز می‌دهد که برای آن‌ها دلیل پزشکی یا دلیل موجهی پیدا نمی‌شود یا متناسب با سن او نیستند یا نشانه‌های عدم رشد کافی از جنبه‌های مختلف وجود دارد.
آزار جنسی: در آمیزش جنسی رضایت طرفین مهم است. اما آمیزش جنسی با کودکان در هر حالتی، سوءاستفادهٔ جنسی است.
آزار جسمی: هرگونه لطمه یا آزار بدنی؛ هر نوع کتک، تکان شدید، سوزاندن، پرتاب و هُل، مسمومیت، خفگی و مانند آن نشانهٔ آزار جسمی است.
در کل هر نوع آسیب یا لطمه‌ای در بدن که یکی از ویژگی‌های زیر را داشته باشد احتمالاً کودک‌آزاری است:

## نشانه‌ها

### آزار روانی (عاطفی)
| انواع                        | ویژگی‌ها |
| پرخاشگری و انتقاد بیش از حد  | پدر و مادر فقط به رفتارهای نامناسب کودک توجه می‌کنند و با خشونت و انتقاد به آن پاسخ می‌دهند. توانایی و شخصیت کودک را زیر سؤال می‌برند و او را تحقیر می‌کنند آبروی کودک را جلوی دیگران می‌برند و در او احساس بی‌اهمیتی و ناچیز بودن ایجاد می‌کنند.                                                                                   |
| نبود محبت و عاطفه و طرد کودک | در آغوش نگرفتن، عدم اظهار محبت کلامی و غیرکلامی، نداشتن رابطه صمیمانه و نزدیک، تبعیض گذاشتن بین خواهر یا برادرها |
| محرومیت از توجه              | پاداش ندادن به رفتارهای مناسب کودک، نادیده گرفتن، بازی نکردن، نداشتن همبازی، غیبت زیاد از خانه یا در دسترس نبودن پدر و مادر |
| ناهماهنگی و رفتارهای متناقض  | خواسته‌های پدر با مادر با هم تناقض اساسی دارد. پدر یا مادر یک بار به رفتاری پاداش می‌دهند و بار دیگر به‌شدت تنبیه می‌کنند. پدر یا مادر صبح خوش خلق هستند شب پرخاشگر و تندخو و کودک را طرد می‌کنند (مانع اعتماد کودک به والدین می‌شود)                                                                                              |
| تهدید به ترک کودک            | تهدید کودک (گاهی به‌علت خطای جزئی) به بیرون انداخته شدن از خانه، سر راه گذاشتن، به یتیم‌خانه فرستادن، یا تهدید پدر و مادر که خود خانه را ترک می‌کنند (منجر به رابطه اضطرابی با والدین می‌شود) |
| خواسته‌ها یا استرس‌های نامناسب | کتک خوردن مادر، خشونت خانگی، اعتیاد، انداختن گناه‌ها مانند طلاق به گردن کودک، استفاده از کودک برای رساندن پیام‌های خشن پدر و مادر به یکدیگر، زیر فشار گذاشتن کودک برای طرفداری از یکی از والدین، استفاده از کودک برای آشتی بین پدر و مادر، توقع اینکه کودک کارهایی را بعهده بگیرد که مناسب سنش نیست، مانند روبرو شدن با طلبکار |

### آزار روانی کودک
| رفتار کودک                                                                                  | رفتار پدر و مادر/سرپرست                                                               |
| کابوس‌های مکرر با مضامین مشابه                                                               | طرد کودک                                                                              |
| اضطراب، رنج و غم شدید                                                                       | مقصر دانستن کودک برای هر چیز                                                          |
| پرهیز از ارتباط با دیگران                                                                   | انتظارات و توقع نابجا و نامتناسب با سن کودک (رفتاری، تحصیلی، اجتماعی)                 |
| انزوا و در دنیای خود بودن                                                                   | تهدید یا تنبیه نامناسب                                                                |
| پرخاشگری                                                                                    | استفاده از کودک برای برآوردن نیازهای خود                                              |
| رفتارهای نامتناسب با سن                                                                     | استفاده از کودک برای برآوردن آرزوهای دست‌نیافته خود                                    |
| ترسیده و نگران با عزت نفس پایین                                                             | بی‌تفاوتی وقتی که باید به کودک توجه شود                                                |
| تکان دادن بدن به جلو عقب                                                                    | قرار دادن کودک در شرایط ترسناک، مانند شاهد خشونت خانگی بودن                           |
| رفتارهایی برای جلب توجه یا محبت                                                             | کمک نکردن به رشد مهارت‌های اجتماعی کودک                                                |
| صمیمیت بیش از حد با غریبه‌ها یا با پزشک و پرستار                                             | نگرانی از صحبت کردن کودک با پزشک یا پرستار بدون حضور والدین/سرپرست                    |
| بیش از حد چسبیدن به دیگران                                                                  | بدبینی به کودک                                                                        |
| رابطه نامناسب با کسی که از او مراقبت می‌کند                                                  | خشونت و پرخاش با کودک                                                                 |
| اطاعت افراطی                                                                                |                                                                                       |
| واکنش‌های عاطفی نامناسب یا شدید که با سن تناسب ندارند و دلیل پزشکی هم ندارند                 |                                                                                       |
| گریه و قشقرق و جنجال در سن مدرسه                                                            |                                                                                       |
| خشم شدید بدون دلیل                                                                          |                                                                                       |
| از دست دادن علاقه به چیزها یا کارهایی که کودک قبلاً به آن‌ها علاقه داشته                      |                                                                                       |
| گریه تسکین‌ناپذیر                                                                            |                                                                                       |
| کودک بسیار کمتر از گذشته احساسات مختلف نشان می‌دهد و دیگر نمی‌تواند به دیگران ابراز علاقه کند |                                                                                       |
| مشکل تمرکز                                                                                  |                                                                                       |
| واکنش‌های نامعمول به حضور برخی بزرگسالان                                                     |                                                                                       |
| شب‌ادراری یا شب‌مدفوع در رختخواب (در حالی که این مشکل قبلاً نبوده یا اینکه عمداً اتفاق می‌افتد)  | تنبیه برای شب ادراری حتی اگر پزشکان به پدر و مادر گفته باشند که غیرارادی اتفاق می‌افتد |
| مشکلات خوردن (دزدیدن یا پنهان کردن غذا)                                                     |                                                                                       |
| عقب بودن رشد جسمی، روانی، عاطفی و کلامی                                                     |                                                                                       |
| واکنش نامناسب به معاینه پزشکی                                                               |                                                                                       |
| فرار کردن                                                                                   |                                                                                       |
| خودآزاری و آسیب زدن به خود                                                                  |                                                                                       |

### آزار جسمی
| کبودی                                | کبودی یا اثر هر نوع شیء بر بدن مانند قلاب کمربند، کبودی‌های متعدد، هم‌اندازه و هم‌شکل                             |
| جای گاز گرفتن                        | جای گاز گرفتن انسان (نه متعلق به کودک دیگر)، جای گاز گرفتن حیوانات (می‌تواند حاکی از غفلت و بی‌توجهی باشد)       |
| انواع زخم                            | زخم‌های متعدد، قرینه، هم‌شکل در جاهای غیر معمول، جای طناب بر مچ دست و پا یا گردن                                 |
| سوختگی                               | وقتی جای سوختگی شبیه یک شیء شناخته شده مانند اتو باشد؛ وقتی به نظر برسد علت، فروکردن عضو به زور در آب جوش است. |
| شکستگی استخوان                       | شکستگی‌های متعدد در زمان‌های متفاوت، شکستگی‌های نهفته که در عکس رادیولوژی دیده شود                                |
| آسیب‌های سر و جمجمه                   | به‌خصوص اگر در کودک زیر سه سال دیده شود، همراه با شکستگی‌های دیگر، خونریزی داخل چشم                              |
| آسیب ستون مهره‌ها، اعضای داخلی و دهان | اگر توضیح پزشکی نداشته باشد                                                                                    |

### آزار جنسی
| علائم و نشانه‌ها                                                                         | توضیح                             |
| ترشح، زخم و خون‌ریزی و آسیب در ناحیه تناسلی و مقعد به‌خصوص وقتی تکرار شود                 | بدون وجود دلیل پزشکی              |
| عفونت ادراری مکرر                                                                       | بدون وجود دلیل پزشکی              |
| پیدا شدن اشیا مختلف در واژن یا مقعد                                                     |                                   |
| بازبودن غیرعادی مقعد در حین معاینه پزشکی                                                | بدون وجود دلیل پزشکی              |
| هپاتیت ب یا زگیل تناسلی به‌خصوص در کودکی که هنوز به سن آمیزش جنسی نرسیده (یا زیر ۱۵ سال) | وقتی که تزریق خون آلوده مطرح نیست |
| بارداری در نوجوانی                                                                      |                                   |
| بیماری‌های آمیزشی وقتی کودک به سن آمیزش جنسی نرسیده                                      |                                   |
| خودآزاری                                                                                |                                   |
| فرار                                                                                    |                                   |
| شب‌ادراری یا شب‌مدفوعی که قبلاً وجود نداشته                                                |                                   |
| خودآزاری و آسیب زدن به خود                                                              |                                   |
| رفتارهایی با مضامین جنسی که متناسب با سن نیست                                           |                                   |
| پرخاشگری و خشونت بدون دلیل                                                              |                                   |
| انزوا، در خود رفتن، سکوت و تلخی                                                         |                                   |
| از دست دادن دوستان                                                                      |                                   |
| خودداری از مدرسه رفتن                                                                   |                                   |
| خودکشی                                                                                  |                                   |
| همیشه نگران و گوش بزنگ است و با کوچک‌ترین صدا یا اتفاقی پریشان می‌شود                     |                                   |

### غفلت و بی‌توجهی
| انواع                                                               | ویژگی‌ها |
| عدم رسیدگی و مراقبت در مورد نیازهای ضروری کودک (غذا، لباس، جای امن) | نداشتن لباس، کفش و پوشش کافی، تکرر مشکلاتی مانند شپش سر یا جرب، عدم رشد کافی متناسب با سن، بوی بد یا کثیف بودن کودک، نخوردن غذای کافی و مناسب، تنها گذاشتن کودک بدون مراقب و سرپرست، خانه کثیف و غیر بهداشتی، حمام نبردن و شستشوی ناکافی، تصادف |
| عدم رسیدگی‌های بهداشتی و درمانی و بی‌توجهی به سلامت کودک              | واکسن نزدن، ندادن دارو به کودک، عدم مراجعه به پزشک، مسمومیت کودک، گاز گرفتن حیوانات، در آب افتادن و خطر غرق شدن، پوسیدگی دندان |
| عدم رسیدگی به آموزش و فعالیت‌های فوق برنامه                          | مدرسه نرفتن، غیبت زیاد از مدرسه، نبود فعالیت‌های مختلف در اوقات فراغت که مانع از رشد شناختی (هوش، مهارت‌های اجتماعی، تمرکز) کودک می‌شود |
| نبود قاعده و قانون در خانه                                          | نداشتن استمرار در گذاشتن قاعده و اعمال آن، نبود برنامه خواب، غذا، درس و غیره |